# Residentur Adamaua

Festes Lager Garua, 1902

Die Residentur Adamaua (auch Deutsch-Adamaua) war ein Verwaltungsgebiet der deutschen Kolonie Kamerun.

## Geographie

Adamaua und das deutsche Kamerungebiet auf einer frühen Kolonialkarte (um 1890)

Das Residenturgebiet umfasste anfangs den im Bereich der deutschen Kolonie Kamerun gelegenen früheren Herrschaftsbereich des Amir Fombina mit Ausnahme der Subamirate Tibaati, Banyo, Gasiga und Konca, die den Stationsbereich von Banyo bildeten. Begrenzt wurde der Bezirk im Osten durch die deutsch-französische, im Westen durch die deutsch-britische Grenze. Nach Norden durchschnitt der Grenzverlauf das Mandara-Gebirge nördlich von Madagali, lief nach Osten bis in etwa zur Kreuzung des Tsanaga und wendete sich von dort nach Südosten, so dass die Musgu-Gebiete auf dem linken Logoneufer an die Residentur der Deutschen Tschadseeländer fielen. Gegen den Bezirk Banjo bildete in weiten Strecken der Faro die Grenze, allerdings waren die Gebiete südlich des Atlantika-Gebirges mit den Orten Uro-Mali, Dalami und Nassura der Residentur Adamaua zugehörig. Im Süden reichte der Bezirk bis an den oberen Sanaga (Lom) und folgte ihm bis zur französischen Grenze bei Kunde.

## Geschichte
Voraussetzung für die Etablierung der deutschen Herrschaft in Nordkamerun war die Okkupation des Amirats Fombina (Adamaua) mit seinen wichtigsten Subamiraten in Tibaati, Ngawndere, Garua, Marua, Ray und Banyo durch die deutsche Schutztruppe in den Jahren 1898 bis 1902. Mit dem Gefecht von Miskin-Maroua (18. bis 21. Januar 1902) zwischen der Schutztruppe unter Hans Dominik und dem Amir Djubayru und den Ardo Aaamadu Rufaa´i von Marua hatte sich die deutsche Militärmacht durchgesetzt.
Gouverneur Jesko von Puttkamer favorisierte die Einrichtung eines Systems der indirekten Herrschaft nach englischem Vorbild und setzte sich damit bei der Kolonialabteilung des Auswärtigen Amts gegen den Widerstand der Militärführung durch, die auf eine direkte Kontrolle des Gebiets nach dem Vorbild der Stationsbezirke Südkameruns abzielte. Allgemeine Verwaltung, Gerichtsbarkeit und Exekutive blieben in den Händen der indigenen Machthaber, die allerdings zumindest in den größeren Subamiraten von der deutschen Verwaltung durch loyale Gefolgsleute ausgetauscht wurden. Erster Leiter der noch provisorischen Verwaltung war Oberleutnant Joseph Graf Fugger von Glött, der im Februar 1903 von einem Pulo, vermutlich aus dem Umfeld Djubayrus, ermordet wurde.
Anlässlich einer eigenen Reise in den Norden Kameruns im September und Oktober 1903 erließ Puttkamer erste Instruktionen für die Verwaltung. Die formale Einrichtung der Zivilresidentur erfolgte am 20. September 1903. Dem Residenten wurde eine aktive Verwaltungstätigkeit ausdrücklich untersagt. Allerdings war die Realität davon häufig weit entfernt. Die Residenten griffen wiederholt in interne Auseinandersetzungen der Fulbe-Staaten ein und stützten die Fulbe-Herrschaft gegen die Übergriffe der sudansprachigen autochthonen Bevölkerungsgruppen (Kirdi) in den Rückzugsgebieten der Bergländer. Auch die Jurisdiktion wurde entgegen den Anweisungen der Zentralverwaltung häufig durch den Residenten selbst ausgeübt.
1909 und 1913 erließen die Gouverneure Theodor Seitz und Karl Ebermaier neue Residenturinstruktionen, die die Kompetenzen der deutschen Verwaltung weiter ausdehnten. So konnten nach der Reform unter Seitz neue Machthaber nur noch unter Mitwirkung der Residentur bestimmt werden.
Sitz der Residentur war Garua, wo bereits 1902 ein festes Lager der Schutztruppe eingerichtet wurde. Nach der Schaffung der Zivilresidentur war Garua vorübergehend ohne größeren militärischen Schutz. Erst 1906 wurde es Standort der 7. Kompanie der Kaiserlichen Schutztruppe. Nebenposten bestanden zeitweilig in Ngaoundéré, Deutsch-Binder, Lere und ab 1913/14 in Nassarao, Mubi, Maroua und Lere.
1913 wurde der Bereich des Lamidats Ngawndere von der Residentur getrennt und als Residentur Ngaundere verselbständigt. Der verbliebene Teil Adamauas führte fortan die Bezeichnung „Residentur Garua“. Pläne zur Zusammenfassung der Residenturbezirke Garua, Deutsche Tschadseeländer, Ngaundere und gegebenenfalls des Bezirks Ober-Logone in Neukamerun zu einem Provinzialverband unter der Leitung eines Oberregierungsrats, wie sie kurz vor dem Ersten Weltkrieg diskutiert wurden, wurden nicht mehr realisiert. Die Geschichte der deutschen Residentur Adamaua endet in den Kämpfen des Ersten Weltkrieges in Kamerun. Zwar konnte sich die 7. Kompanie der Schutztruppe in Erdschanzen bei Garua eingraben, doch der Munitionsmangel sowie die Erschöpfung und zahlenmäßige Unterlegenheit führten 1915 zur Besetzung durch britisch-französische Verbände.

## Residenten

Wilhelm Langheld

- 1902–1903: Joseph Graf Fugger von Glött (provisorische Verwaltung)
- 1903–1904: Gaston Thierry
- 1904–1905: Wilhelm Langheld
- 1905–1906: Carl Zimmermann
- 1906–1907: Kurt Strümpell
- 1907–1908: Christian von Krogh
- 1908–1909: Kurt Strümpell
- 1909–1910: Wolfgang Schwartz
- 1910–1912: Friedrich Karl Dühring
- 1912–1913: Wolfgang Schwartz
- 1914–1915: Kurt Freiherr von Crailsheim-Rügland